# Gerhard O. Braun
Gerhard O. Braun (* 7. November 1944 in Kitzingen) ist ein deutscher Geograph.

## Leben
Er studierte Mathematik, Geographie und Psychologie in Würzburg und machte 1969 sein Staatsexamen. Nach der Promotion 1969 (Iphofen. Entwicklung und wirtschaftsgeographische Struktur. Mit besonderer Berücksichtigung Stadt – Umland – Beziehungen und Fragen der Gemeindetypisierung) erhielt er 1974 eine Gastprofessur in Frankfurt. Dort lehrte er bis 1975. 1975 wurde er Professor für Stadtforschung, Theorie und Quantitative Methodik an der FU Berlin. Braun war auch jeweils für zwei Jahre Gastprofessor (1984–1985, 1987–1988 und 1990–1991) an der Wilfrid Laurier University in Kanada.